# مریزویل (یوتا)
مریزویل (به انگلیسی: Marysvale) شهری در ایالت یوتا کشور ایالات متحده آمریکا است که جمعیت آن در سرشماری سال ۲۰۱۰ میلادی، ۴۰۸ نفر بوده‌است.